# Gennady Bekoyev
Gennady Borisovich Bekoyev (cirílico: Геннадий Борисович Бекоев; 1981) é o atual Primeiro-ministro da Ossétia do Sul desde 29 de agosto de 2020 na condição de interino e a partir de 12 de março de 2021 como titular. Foi nomeado pelo Presidente Anatoliy Bibilov sucedendo Erik Pukhayev. Bekoyev é um político independente.

## Biografia
Antes de sua nomeação como primeiro-ministro interino, Bekoyev era um membro ativo da política da Ossétia do Sul. Em 2004, Bekoyev começou a trabalhar para o Ministério da Defesa da Ossétia do Sul como administrador público. Em 2017 e 2018, ele foi o chefe do comitê da indústria da Ossétia do Sul. Em novembro de 2018, Bekoyev foi nomeado por Bibilov como vice-primeiro-ministro.
Em 29 de agosto de 2020, Bibilov anunciou a demissão do então primeiro-ministro Pukhayev. Pukhayev anunciou que estava deixando seu cargo devido às demandas dos manifestantes. Os manifestantes protestavam contra a morte de um detido que teria tentado assassinar o ministro do Interior, Igor Naniev. Naniev foi suspenso de suas funções por tempo indeterminado até que uma investigação fosse concluída. Para preencher a posição deixada pela demissão de Pukhayev, Bibilov nomeou Bekoyev como primeiro-ministro interino, um passo à frente de seu antigo cargo de vice-primeiro-ministro.